# Dicraeosaurus
Dicraeosaurus är ett släkte sauropoder som levde i det som nu är Tanzania under den sena juraperioden. Det vetenskapliga namnet syftar på ryggkotorna som hade utskott liksom en gaffel. Den första fossilen beskrevs av paleontologen Werner Janensch 1914. Fullt utvecklade var de cirka 20 meter långa.